# مونیکا دیکن

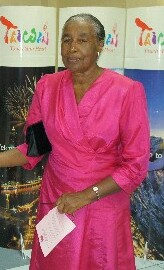
مونیکا دیکن

دیم مونیکا جسی دیکن (انگلیسی: Dame Monica Jessie Dacon؛ زادهٔ ۴ ژوئن ۱۹۳۴) سیاست‌مدار و آموزگار اهل سنت وینسنت و گرنادین‌ها است. وی از ۳ ژوئن ۲۰۰۲ تا ۲ سپتامبر ۲۰۰۲ فرماندار کل سنت وینسنت و گرنادین‌ها بود.